# Arbre de connaissances
 (octobre 2017).
Si vous disposez d'ouvrages ou d'articles de référence ou si vous connaissez des sites web de qualité traitant du thème abordé ici, merci de compléter l'article en donnant les références utiles à sa vérifiabilité et en les liant à la section « Notes et références ».

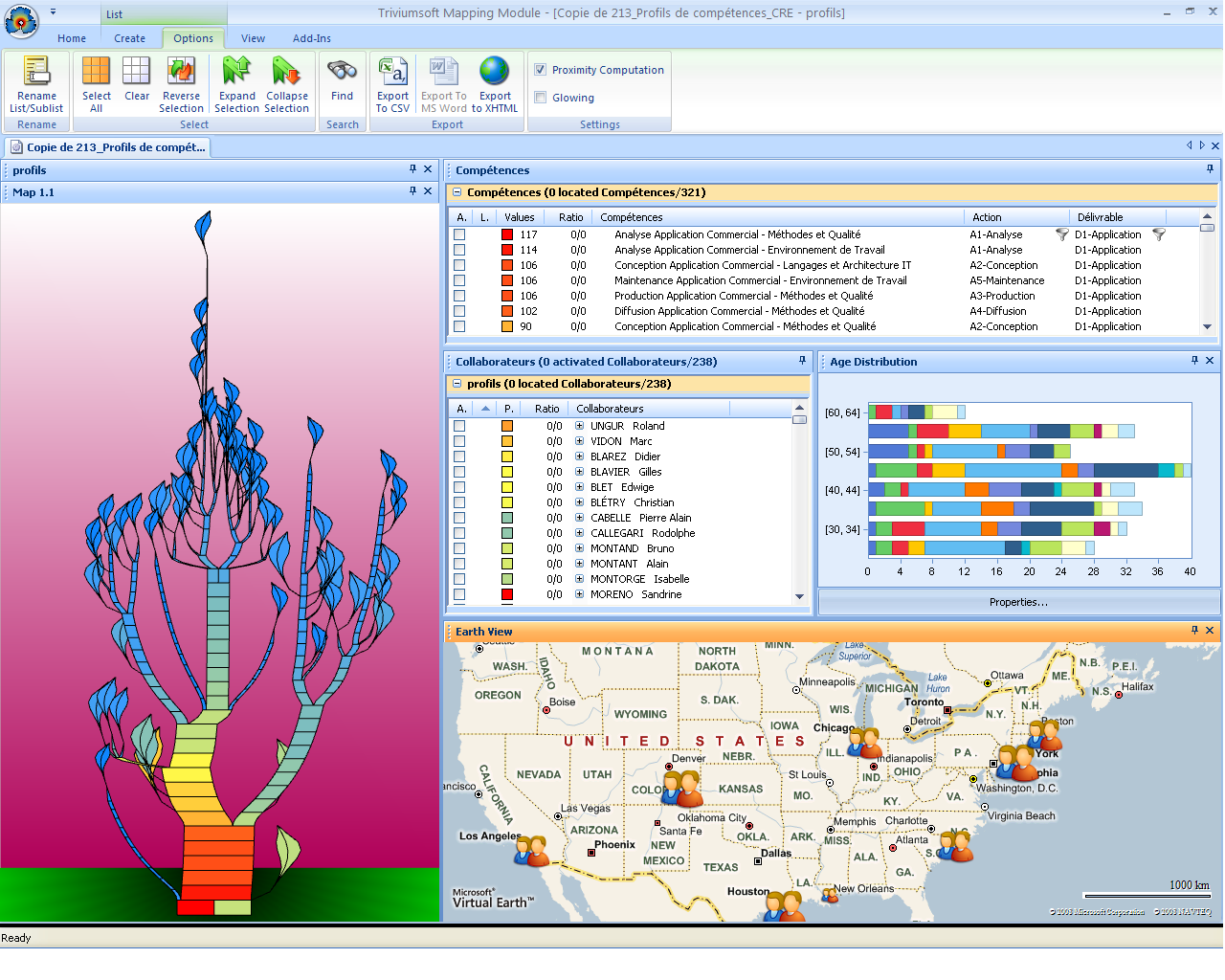
Exemple d'intégration des arbres de connaissances dans un outil décisionnel spécifique aux ressources humaines.

Un arbre de connaissances est une représentation des connaissances ; c'est par exemple une représentation imagée et structurée de la somme des richesses que chaque membre apporte à une communauté, selon diverses réalités (connaissances, compétences, opinions, événements, projets, besoins etc.) vécues par un groupe de personnes.

## Histoire
Édith Cresson, Premier ministre français à partir de mai 1991, s'intéresse aux causes d'exclusion liées au savoir, et interroge Michel Serres. Ce dernier constitue une équipe et la première réunion a lieu le 20 novembre 1991. Un communiqué officiel est publié le 16 janvier 1992, qui donne à Michel Serres « une mission destinée à préparer « l'Université de France » »,.
L'idée des arbres de connaissances a été proposée par Michel Authier, et leur nom suggéré par Pierre Lévy, après des recherches menées dans le cadre de cette mission. La preuve de concept informatique est validée par Emmanuel Spinat et Iouri Simernitski en février 1992, ce qui a mené à la création de la société TriVium.
Trois postulats fondamentaux énoncés par Michel Serres sous-tendent le dispositif.
- Postulat 1 : « chacun sait » : du fait qu'il a vécu, tout être humain sait quelque chose ; le savoir est une dimension de l'être, indissociable de l'expérience sensible et, de ce fait, singulière à chaque individu. Cette vérité première restitue à chacun sa dignité face au savoir.
- Postulat 2 : « on ne sait jamais » reconnaît l'impossibilité définitive du savoir absolu et total ; par ailleurs, le savoir n'étant pas stable et inaltérable, cela invite à une humilité fondamentale et au respect vis-à-vis du savoir des autres. Personne ne peut disposer de l'entièreté des savoirs qui circulent.
- Postulat 3 : « je ne sais pas mais l'autre sait », tout le savoir est dans l'humanité : chacun apportant au savoir sa parcelle incomparable, seule l'humanité tout entière peut porter les savoirs dans toute leur diversité.

Les arbres de connaissances constituent une nouvelle approche du repérage des connaissances et des compétences dans une communauté de personnes. Ils apportent une solution concrète au problème que se posait Nicolas de Condorcet à la fin du XVIIIe siècle : comment donner une représentation de l'opinion générale à partir d'opinions particulières ? Ils posent la problématique du processus d'acquisition des compétences et celle de l'espace de leur mise en sens. Le moment essentiel de la pratique des arbres de connaissance est la reconnaissance : reconnu par d'autres, chacun augmente son implication par rapport aux autres. La reconnaissance est à la base de la socialité : les arbres de connaissance privilégient la notion de partage plutôt que celle d'échange.

## Description

### Blason
Actuellement de nouveaux projets s'organisent autour des badges numériques, dont la fondation Mozilla est pionnière avec ses open-badges, qui pourraient correspondre également à l'équivalent des blasons,,,,.

### Principes
1. Un arbre de connaissances rend visible la multiplicité organisée des richesses, savoirs et compétences portée par une communauté sans pour autant que la moyenne écrase la singularité des personnes.
2. Un arbre de connaissances permet à un individu de se situer non par un classement à partir des performances mais par rapport à la richesse d'une collectivité (positionnement relatif). Ils peuvent pointer ce qui est commun (ce qui insère) et ce qui distingue (ce qui identifie).
3. Les arbres de connaissances ne sont pas un référentiel de compétences : ils constatent la réalité et ne lui donnent pas de finalité.
4. Les arbres de connaissances induisent comme fait premier la reconnaissance : c'est un dispositif de communication qui affiche les identités telles que les personnes veulent bien les faire percevoir. Chacun peut s'adresser aux autres ou être interpellé par les autres dans la mesure où ceux-ci deviennent visibles par un acte volontaire et maîtrisé. Les qualifications des personnes se définissent par rapport à un espace concret de transaction et d'utilisation. Elles ne sont pas des absolus qui trouveraient sens et utilité dans toutes circonstances, mais se réfèrent à un territoire, une collectivité humaine, un espace de vie.
5. Les arbres de connaissances sont une cartographie qui est l'expression des expériences des individus relativement à une communauté donnée.

### Compétences et connaissances
Michel Authier insiste sur la sémantique de compétence et connaissance.
Compétence : c'est une qualité personnelle ou collective grâce à laquelle « je peux » ou « nous pouvons » faire quelque chose ; elle est mobilisation identifiée d'une connaissance particulière dans un contexte donné. C'est une capacité de faire. Elle doit être pertinente et trouver sens par rapport à l'espace dans lequel elle s'exprime (parler macédonien est une compétence qui ne trouve sens que s'il y a un besoin à un moment T et un espace donné).
Connaissance : c'est ce grâce à quoi nous élaborons des réponses et des solutions à des problèmes nouveaux. On peut l'entendre dans deux acceptions différentes :
- Ce qui me rend capable d'interpréter une information, de donner sens à son savoir
- Au sens d'être humain, une connaissance, qui peut être un allié dans une situation problématique.

Quelle qu'en soit la sémantique - capacité de donner sens ou capacité de passer des alliances, la connaissance est détenue par un ou plusieurs mais ne peut être qu'humaine. Le positionnement des compétences se fait toujours en fonction d'un contexte : c'est l'usage dans un espace de vie des compétences acquises qui en détermine la place et la valeur, et ce dans la mesure où les qualifications de chacun apparaissent à tous. Il s'agit pour une personne d'attester de ses compétences acquises et de les repérer dans un espace communautaire dynamique où elles ont du sens. Le repérage et la mobilisation des compétences se font dans une perspective stratégique ; les arbres de connaissances sont un outil de management des ressources et des usages des compétences non pas pour un contrôle à partir d'objectifs émis dans un plan d'études (repérage abstrait) mais dans une relation de chaque personne à la richesse d'une collectivité (repérage concret).

### Enjeux pour l'entreprise / organisation
L'entreprise qui est la première à identifier un nouveau besoin, un nouveau produit, un nouveau procédé part gagnante.
Aujourd'hui, l'environnement change beaucoup plus vite que les humains ne sont capables de le faire : l'homme s'impose donc bien souvent comme un frein au développement de son organisation alors qu'il est le seul espoir pour l'entreprise d'être compétitive.
Le collectif est ce au sein de quoi chaque individu peut passer des alliances pour résoudre collectivement et rapidement des problèmes nouveaux, trouver sa place et son épanouissement selon son rythme propre tout en participant à l'adaptation de son organisation aux situations infiniment variées de son environnement. Le collectif est ce qui permettra à l'entreprise d'avoir des temps de réponse très courts et donc compétitifs.
Le système des compétences d'une entreprise ne doit pas être un système compliqué d'inquisition individuel mais un moyen simple, opérationnel, contextualisé et compréhensible par tous pour suivre la contribution de chacun à la richesse collective. Pour l'entreprise, on n'est pas simplement dans l'ordre de la gestion des ressources humaines mais dans celui de la valorisation et mobilisation de richesses à travers une capitalisation et exploitation des connaissances dont elle dispose.

### Atouts des arbres de connaissances
Avec l'arbre de connaissances, ce n'est plus la mise en concurrence qui est facteur d'efficacité mais le partage en transparence, grâce à la confiance établie au sein d'un groupe et à la solidarité autour d'objectifs communs. Cette efficacité rend nécessaire le lien au groupe : l'individu évolue par le groupe et inversement.
Chaque acteur est à même de voir où il se situe dans le dispositif, d'apprécier la contribution qu'il apporte à la richesse collective et de découvrir les opportunités de travail collectif en synergie avec les autres. Il peut alors se dire « est-ce que je sais de quoi je suis capable? » (Qui je suis ? ) et « quelles sont les capacités du collectif où je me trouve ? ».
L'arbre de connaissances fonctionne selon une logique d'intérêt qu'il est nécessaire de rendre visible. Chacun agit dans son intérêt en gardant, de son point de vue, une vision globale sur les dynamiques de l'entreprise.
- L'individu peut se différencier par rapport aux autres mais aussi se positionner, se valoriser, s'orienter. Il va savoir s'il est dans telle ou telle zone d'intérêts de son organisation. Il va percevoir son importance par rapport aux demandes de son organisation et comprendre s'il est sur une zone de compétences qui intéresse son organisation.

- L'employeur a une visibilité sur son potentiel collectif et peut ainsi évaluer en temps réel ses chances de réponses performantes à un problème donné.

Cette exigence d'intéressement est essentielle : il faut penser les problèmes en liaison avec la multiplicité des acteurs et se persuader que ces derniers ne vont agir que s'ils sont intéressés à le faire. Si l'on reprend l'étymologie sémantique du mot capital, celui-ci est une somme d'intérêts que les individus veulent bien déposer quelque part. La culture des compétences est une culture d'intérêt. Tout doit être fait pour que les collaborateurs aient intérêt à travailler pour leur entreprise : la logique des compétences peut être un moyen de rendre visible cet intérêt si elle ne se limite pas à un inventaire/référentiel.

### Une suite à la démarche des arbres de connaissances
En continuité de collaborations avec Pierre LEVY au département Hypermédia de l'Université Paris 8 en 1992 à 1994, puis avec Michel AUTHIER dans le cadre de la société Trivium en tant que consultant-chercheur de 1994 à 2001, d'une thèse de doctorat à ce sujet soutenue en 2002 et d'accompagnements de chantiers "Arbres de connaissances" en pays d'Arles de 2004 à 2008, Anthony FREMAUX est initiateur et cofondateur de LIGAMEN. Cette jeune société développe un logiciel de cartographie dynamique inspiré de la démarche des arbres de connaissances (AUTHIER, LEVY, SERRES). Le but est de rendre visible selon une vision globale la multiplicité des richesses humaines portées par une communauté d'intérêt et de reconnaître par la visualisation l'apport de chacun en son sein. L'usage de ce dispositif facilite des états de confiance, aide aux décisions et favorise la mobilisation d'équipes transverses.